# Аякс Ласнамяе
«Аякс Ласнамяе» (ест. FC Ajax Lasnamäe) — естонський футбольний клуб. Базується в місті Таллінн.

## Історія команди
Клуб «Аякс Ласнамяе» був заснований в 1993 році, з 2003 по 2005 роки виступав під назвою «Аякс Естель Таллінн». У 2006 році дебютував в Мейстрилізі, найсильнішому дивізіоні Естонії, і зайняв у ній 8-е місце, що досі є найкращим результатом в історії клубу. У 2007 році «Аякс Ласнамяе» посів останнє місце і вибув в Есілігу. Провівши в Есілізі 3 сезони, у 2011 році «Аякс» знову отримав право виступати у вищому дивізіоні, однак за результатами чемпіонату посів останнє місце з жахливою різницею забитих і пропущених м'ячів 11-192 . Даний результат є антирекордом Мейстриліги (1992 року). У першій половині чемпіонату клуб пропустив 66 голів, у другій — 126.

## Попередні назви
- 1993—2003 «Аякс Ласнамяе»
- 2003—2005 «Аякс Естель Таллінн»
- 2005 — н.в. «Аякс Ласнамяе»

## Історія виступів за останні роки
| Рік  | Ліга        | Місце | Очки |
| ---- | ----------- | ----- | ---- |
| 2001 | Друга ліга  | 5     | 41   |
| 2002 | Друга ліга  | 1     | 60   |
| 2003 | Есиліга     | 4     | 44   |
| 2004 | Есиліга     | 6     | 32   |
| 2005 | Есиліга     | 3     | 77   |
| 2006 | Мейстриліга | 8     | 25   |
| 2007 | Мейстриліга | 10    | 5    |
| 2008 | Есиліга     | 9     | 33   |
| 2009 | Есиліга     | 4     | 64   |
| 2010 | Есиліга     | 3     | 69   |
| 2011 | Мейстриліга | 10    | 4    |

## Відомі гравці
- Микита Андрєєв
- Олександр Пуштов